# Experiment de Kennedy–Thorndike

Interferòmetre de Kennedy-Thorndike

L'experiment de Kennedy-Thorndike és un experiment realitzat en 1932 amb l'objectiu de provar la teoria de la relativitat especial d'Albert Einstein, per part dels físics estatunidencs Roy J. Kennedy i Edward M. Thorndike. L'experiment mostrà que la velocitat de la llum és independent de la velocitat de l'aparell de mesura en diferents sistemes inercials.
El disseny experimental és una forma modificada de l'interferòmetre emprat en l'experiment de Michelson-Morley. Serví com una prova per verificar indirectament la dilatació del temps. Mentre que el resultat negatiu de l'experiment de Michelson-Morley s'explica per la contracció de la longitud, el resultat negatiu de l'experiment de Kennedy-Thorndike requereix la dilatació del temps.

## Antecedents

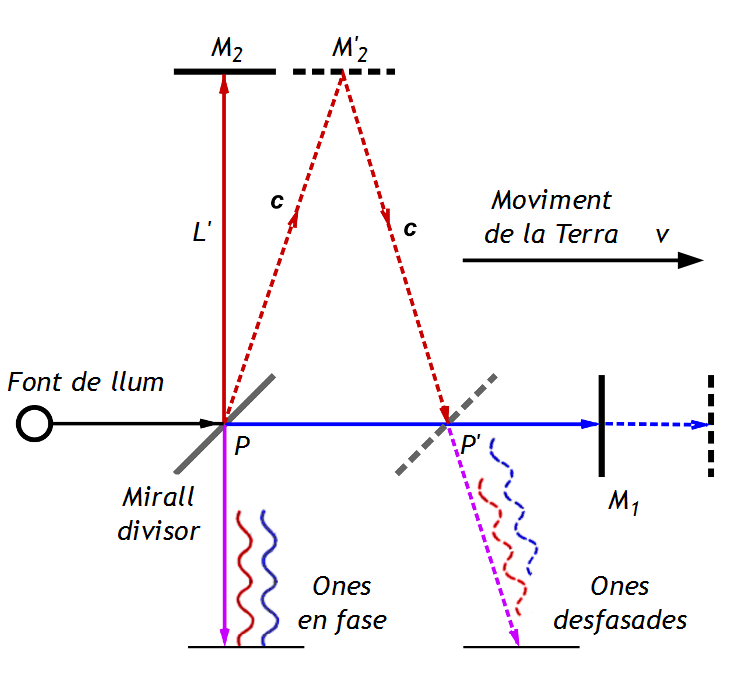
Esquema de l'interferòmetre de Michelson-Morley

L'experiment de Michelson-Morley fou un experiment realitzat el 1887 pels físics Albert Abraham Michelson i Edward Williams Morley amb l'objectiu de detectar el moviment relatiu de la Terra a través de l'èter lumínic que se suposava omplia el buit i que era el suport per a la propagació de les ones electromagnètiques. El mètode emprat fou la mesura de la velocitat de la llum, {\textstyle c}, en la direcció del moviment de translació de la Terra al voltant del Sol, {\textstyle v}, i, al mateix temps, en una direcció perpendicular. La mesura es realitzà mitjançant l'observació d'un patró d'interferències amb un interferòmetre dissenyat pels autors. Segons la física clàssica, els temps emprats en recórrer dues vegades, anada i tornada, cada un dels braços de longitud {\displaystyle L'}, havia de ser diferent. El temps emprat pel raigs en recórrer la distància {\displaystyle 2L'} paral·lela a la direcció del moviment de la Terra havia de ser:
I el temps emprat en recórrer la distància {\displaystyle 2L'} perpendicular a la direcció del moviment de la Terra havia de ser un poc superior:
Tanmateix els temps resultaren, sorprenentment, ser iguals, {\displaystyle t_{\|}=t_{\perp }}. El resultats negatius d'aquest experiment es consideren com la primera evidència forta en contra de la teoria de l'èter llavors prevalent, i iniciaren una línia d'investigació que conduí a la formulació de la Teoria de la Relativitat Especial d'Albert Einstein el 1905, en què el concepte de l'èter estacionari no hi juga cap paper.

### Explicació segons la teoria de Lorentz-FitzGerald

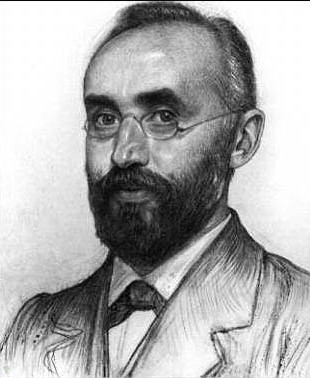
Hendrik Antoon Lorentz (1853-1928). Retrat de Jan Veth.

Poc després de la publicació del resultat de l'experiment de Michelson-Morley el físic irlandès George Francis FitzGerald proposà qualitativament el 1889 una explicació que coincideix amb la proposada quantitativament de forma independent pel físic l'holandès Hendrik A. Lorentz el 1892. Aquests autors feren la hipòtesi que tots els cossos que es mouen a través de l'èter sofreixen una contracció en la direcció del moviment, i que aquesta contracció és suficient per fer que {\displaystyle t_{\|}=t_{\perp }}. Això significa que la longitud que apareix a {\displaystyle t_{\|}} no ha de ser la mateixa longitud que apareix a {\displaystyle t_{\perp }}, ja que la primera és en la direcció del moviment de la Terra, mentre que la segona és perpendicular. Sigui, ara, {\displaystyle L} la longitud paral·lela a la del moviment de la Terra en l'expressió de {\displaystyle t_{\|}}:
Ara hom pot posar la condició de la igualtat dels temps obtinguda a l'experiment de Michelson-Morley {\displaystyle t_{\|}=t_{\perp }}:
{\displaystyle {\frac {2L/c}{1-v^{2}/c^{2}}}={\frac {2L'/c}{\sqrt {1-v^{2}/c^{2}}}}}
i simplificant dona:
L'observador {\displaystyle O}, en repòs respecte de l'èter mesura dues longituds diferents, {\displaystyle L<L'}:
- La longitud {\displaystyle L} en la direcció del moviment de la Terra, que és menor que {\displaystyle L'}, ja que {\displaystyle {\sqrt {1-v^{2}/c^{2}}}<1}. Per això observa una contracció de la longitud.
- La longitud {\displaystyle L'} en la direcció perpendicular al moviment amb la Terra, que no experimenta cap variació.

Un altre observador, {\displaystyle O'}, que es mou amb la Terra no nota aquesta contracció, malgrat sigui real segons FitzGerald i Lorentz. Quan {\displaystyle O'} mesura la longitud perpendicular al moviment de la Terra amb una cinta mètrica obté {\displaystyle L'}; i quan mesura la longitud paral·lela al moviment de la Terra també obté {\displaystyle L'}, quan sembla que hauria de mesurar {\displaystyle L}. Això es deu al fet que també es contreu, en la mateixa proporció, la cinta mètrica quan se situa en la direcció del moviment de la Terra, per tant aquest observador no detecta la contracció.

### Explicació segons la teoria de la relativitat especial

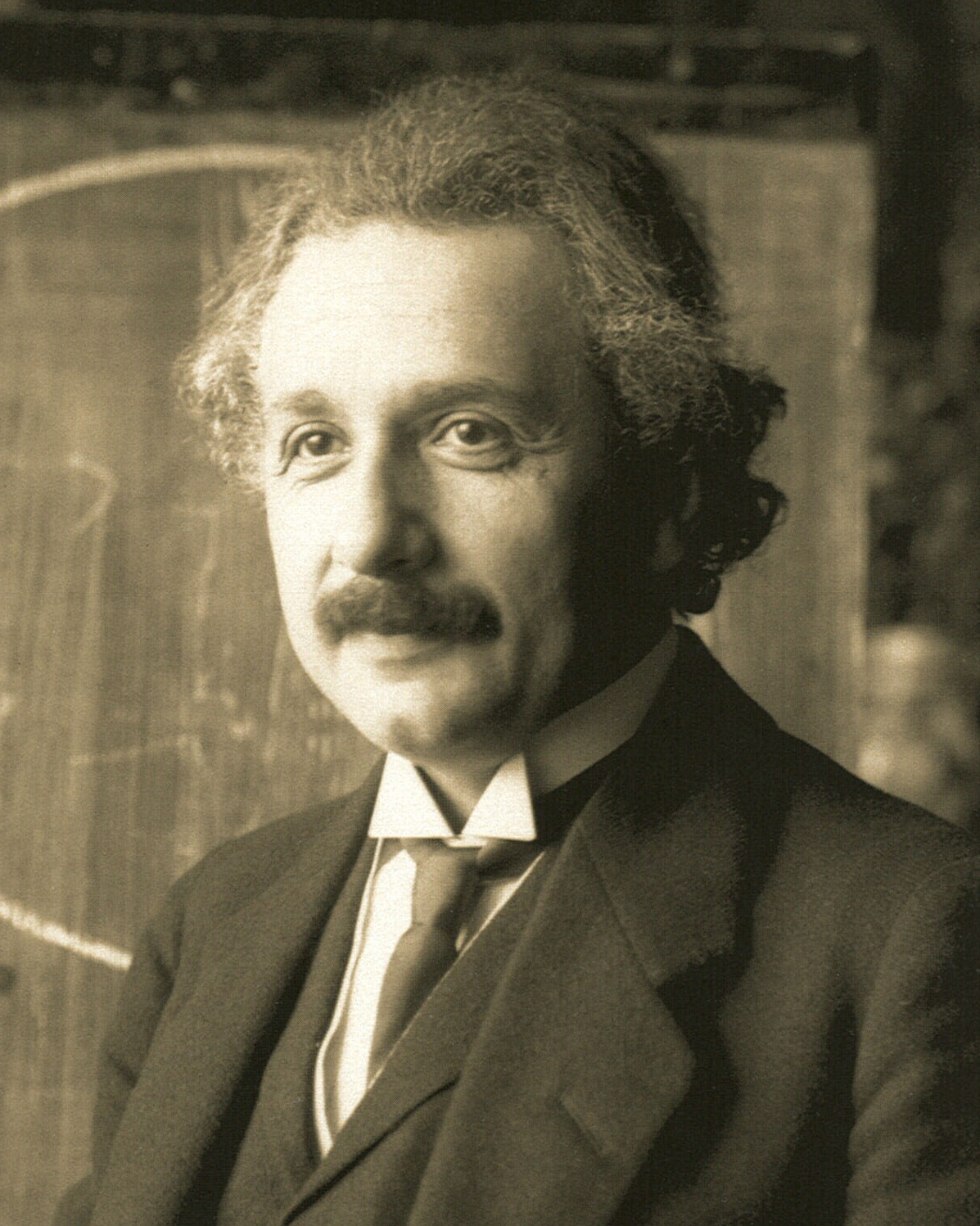
Albert Einstein (1879-1955) el 1921.

Albert Einstein tingué notícia de l'experiment de Michelson-Morley per mitjà dels treballs de Lorentz abans del 1905 i l'acceptà com a vertader, i considerà que l'explicació de Lorentz era artificiosa. L'experiment l'influí en el desenvolupament de la teoria de la relativitat especial del 1905 malgrat no el cità en el seu article. Tanmateix no fou fins al 1916 que donà una explicació alternativa basant-se en la seva teoria de la relativitat especial.
Einstein suposà que la velocitat de la llum, {\displaystyle c}, és la mateixa en totes direccions, independentment de l'estat de moviment de l'observador. Per aquesta raó l'observador que realitza l'experiment, {\displaystyle O'}, empra el valor de {\displaystyle c} per ambdues trajectòries, la paral·lela al moviment de la Terra i la perpendicular. D'aquesta manera el temps necessari perquè la llum viatgi en la direcció del moviment de la Terra per a un observador situat a la Terra, {\displaystyle O'}, considerant anada i tornada es pot obtenir a partir de les expressions de Michelson-Morley fent la velocitat de la Terra zero:
{\displaystyle t_{\|}={\frac {L'}{c-v}}+{\frac {L'}{c+v}}={\frac {L'}{c}}+{\frac {L'}{c}}={\frac {2L'}{c}}}
I el temps perpendicular:
{\displaystyle t_{\perp }={\frac {2L'}{\sqrt {c^{2}-v^{2}}}}={\frac {2L'}{\sqrt {c^{2}}}}={\frac {2L'}{c}}}
Així doncs obté: {\displaystyle t_{\|}=t_{\perp }={2L'}/{c}}.
La diferència amb la hipòtesi de Lorentz i FitzGerald és que aquests suposen que els objectes es contreuen realment, mentre que la hipòtesi d'Einstein, malgrat dona una contracció, no és real, sinó que és la mesurada per un observador, {\displaystyle O}, que està en repòs respecte d'un sistema de referència inercial i veu l'interferòmetre en moviment. Per una altra banda, l'observador {\textstyle O'} que està en repòs respecte de l'interferòmetre, perquè es mou amb ell respecte del sistema de referència inercial, no mesura cap contracció de la longitud.

## L'experiment
A principis del segle XX calia dur a terme un experiment per validar la teoria de Lorentz-FitzGerald o la teoria especial de la relativitat d'Einstein, ja que no hi havia arguments per decidir quina de les dues explicacions dels resultats de l'experiment de Michelson-Morley era correcte. A finals de la dècada del 1920 el físic estatunidenc Roy J. Kennedy de la Universitat de Princeton, es plantejà dur a terme un experiment per aclarir-ho. El disseny i realització de l'experiment el realitzà durant diversos anys conjuntament amb el físic Edward M. Thorndike de l'Institut Politècnic de Brooklin, a Nova York. Kennedy passà uns anys a l'Institut Tecnològic de Califòrnia (CalTech) a Pasadena on conegué Michelson i Lorentz el 1927 i on se celebrà una conferència sobre l'experiment de Michelson-Morley, en la qual hi participà. La part principal del treball d'experimentació fou duita a terme a Pasadena entre el 1929 i el 1931.

### L'interferòmetre
L'aparell, un interferòmetre, tenia un funcionament semblant al de l'experiment de Michelson-Morley, però amb tres variants:
1. Els dos braços de l'interferòmetre de Michelson-Morley eren iguals, {\displaystyle L_{1}=L_{2}} i perpendiculars, mentre que a l'interferòmetre de Kennedy-Thorndike eren diferents, {\displaystyle L_{1}\neq L_{2}} i separats un angle inferior als 90°, amb una diferència de longitud de 16 cm.
2. L'interferòmetre de Michelson-Morley estava disposat damunt d'una plataforma que permetia girar-lo i realitzar mesures en diferents direccions respecte de la direcció del moviment de la Terra. L'interferòmetre de Kennedy-Thorndike estava fixat en el laboratori de manera que sempre tenia la mateixa orientació durant els mesos que durà l'experiment. En els dos experiments els braços estaven disposats horitzontalment.
3. Michelson i Morley realitzaren mesures instantànies mentre que Kennedy i Thorndike realitzaren observacions de variacions durant mesos. Es tractava d'observar desplaçaments de les franges d'interferència a conseqüència de la variació de la velocitat de la Terra per la combinació de la velocitat de rotació de la Terra a migdia i a mitjanit amb la velocitat de translació de la Terra al voltant del Sol, i d'aquesta amb el moviment de tot el sistema solar al voltant del centre de la Via Làctia.[13]

Els components òptics principals foren muntats dins d'una cambra de buit, {\textstyle V}, en una base de quars fos de molt baix coeficient d'expansió tèrmica, que garantís la seva estabilitat durant mesos. Una camisa d'aigua, {\textstyle W}, permetia mantenir la temperatura regulada dins la cambra de buit de ±0,001 °C. S'emprà una llum verda monocromàtica, de 5 461 Å, d'una font de mercuri, {\displaystyle Hg}, que passa a través d'un prisma de Nicol que polaritza el raig de llum abans d'entrar a la cambra de buit i que es divideix per un conjunt divisor de feix, {\displaystyle B}, a l'angle de Brewster per evitar reflexos de la superfície posterior no desitjats. Els dos feixos es dirigeixen cap a dos miralls {\displaystyle M_{1}} i {\displaystyle M_{2}} que es van establir a distàncies tan divergents com sigui possible tenint en compte la longitud de coherència de la línia de mercuri (≈ 32 cm, el que permet una diferència en la longitud del braç L ≈ 16 cm).

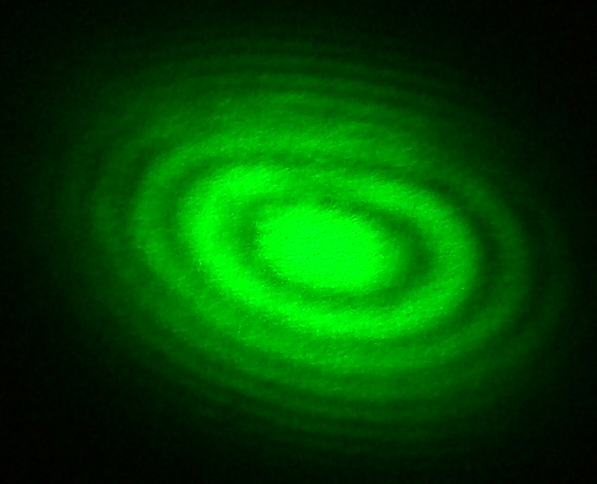
Interferència produïa amb un laser verd.

Els feixos reflectits recombinats per formar franges d'interferència circulars que eren fotografiades a {\displaystyle P}. Una esquerda, {\displaystyle S}, permetre múltiples exposicions arreu del diàmetre dels anells per ser gravades en una placa individual en diferents moments del dia.

### Càlculs
Els raigs de llum empren temps diferents en recórrer cadascun dels braços de l'interferòmetre perquè els braços tenen longituds diferents, {\displaystyle L_{1}\neq L_{2}}. La diferència de temps s'obté restant les expressions per a cadascun, {\displaystyle t_{\|}} i {\displaystyle t_{\perp }}, obtingudes més amunt:
{\displaystyle t_{\|}-t_{\perp }={\frac {2L_{1}/c}{1-v^{2}/c^{2}}}-{\frac {2L_{2}/c}{\sqrt {1-v^{2}/c^{2}}}}={\frac {2}{c}}{\frac {1}{\sqrt {1-v^{2}/c^{2}}}}\left({\frac {L_{1}}{\sqrt {1-v^{2}/c^{2}}}}-L_{2}\right)}
Si es produeix una contracció de la longitud en la direcció paral·lela al moviment de la Terra, com indicaren FitzGerald i Lorentz, la longitud {\displaystyle L_{1}} es veu acurçada en un factor {\displaystyle {\sqrt {1-v^{2}/c^{2}}}} i la longitud serà {\displaystyle L_{1}{\sqrt {1-v^{2}/c^{2}}}}. Si hom ho aplica a l'equació de diferència de temps resulta:
{\displaystyle t_{\|}-t_{\perp }={\frac {2}{c}}{\frac {1}{\sqrt {1-v^{2}/c^{2}}}}\left({\frac {L_{1}{\sqrt {1-v^{2}/c^{2}}}}{\sqrt {1-v^{2}/c^{2}}}}-L_{2}\right)}
Que se simplifica quedant:
{\displaystyle t_{\|}-t_{\perp }={\frac {2}{c}}{\frac {L_{1}-L_{2}}{\sqrt {1-v^{2}/c^{2}}}}}
D'aquesta expressió es dedueix que el diagrama d'interferències depèn de la velocitat, {\displaystyle v}, amb què la Terra transporta l'interferòmetre a través de l'èter lumínic. Per a l'experiment de Michelson-Morley aquesta expressió s'anul·la, ja que les longituds dels braços de l'interferòmetre són iguals.

Un punt de la superfície de la Terra a mitjanit es mou en la mateixa direcció de translació de la Terra (en aquesta figura cap a l'esquerra). A migdia avança en sentit contrari.

Hom pot demostrar que aquesta relació es pot escriure aproximadament com:{\displaystyle t_{\|}-t_{\perp }={\frac {2}{c}}{\frac {L_{1}-L_{2}}{\sqrt {1-v^{2}/c^{2}}}}\approx {\frac {2(L_{1}-L_{2})}{c}}\left(1+{\frac {v^{2}}{2c^{2}}}\right)}Si, ara, s'observa una variació, {\displaystyle \Delta v}, en la velocitat de la Terra, {\displaystyle v}, per exemple entre el dia i la nit degut a la rotació de la Terra, o amb el pas de les estacions degut a la translació de la Terra en la seva òrbita al voltant del Sol, hom tendrà que la nova velocitat serà {\displaystyle v+\Delta v}, i la nova diferència de temps
{\displaystyle (t_{\|}-t_{\perp })'\approx {\frac {2(L_{1}-L_{2})}{c}}\left(1+{\frac {(v+\Delta v)^{2}}{2c^{2}}}\right)}Desenvolupant el binomi resulta que es pot aproximar a:
{\displaystyle (t_{\|}-t_{\perp })'\approx {\frac {2(L_{1}-L_{2})}{c}}\left(1+{\frac {v^{2}+2v\Delta v+\Delta v^{2}}{2c^{2}}}\right)}Restant les dues expressions anteriors hom obté:
{\displaystyle \Delta (t_{\|}-t_{\perp })\approx {\frac {2(L_{1}-L_{2})}{c}}{\frac {v\Delta v}{c^{2}}}}Per tant, s'ha d'observar un desplaçament en les franges d'interferència fins i tot sense que es roti l'interferòmetre. En el cas de la rotació de la Terra a mitjanit la velocitat deguda a la rotació se suma a la velocitat orbital, mentre que a migdia es resta. D'aquesta manera la variació de la velocitat, {\displaystyle \Delta v}, és el doble de la velocitat de rotació de la Terra.

### Resultats

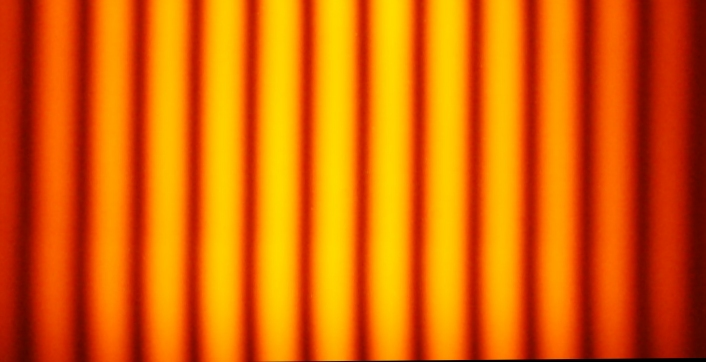
Franges d'interferències produïdes per la llum de la línia D del sodi.

L'experiment de Kennedy-Thorndike es dugué a terme a Pasadena, situada a una latitud 34° N, la qual cosa implica una velocitat de rotació d'un punt de la superfície de la Terra d'uns 380 m/s. La diferència entre la velocitat de la nit i del migdia és doncs el doble, 760 m/s. Aplicant aquest valor a la diferència de temps resulta que serà de 5 × 10–18 s. Considerant que la freqüència de la llum emprada és de longitud d'ona 5 461 Å, freqüència 1,8 × 10–15 Hz, s'hauria de produir un desplaçament de la posició observada de les franges d'interferència de 0,0028 franges. Malgrat observaren petites variacions d'aquest ordre, Kennedy i Thorndike explicaren que eren degudes a petites alteracions de l'interferòmetre i que no es podien relacionar amb la velocitat de la Terra. La qual cosa indicava que s'havia fet una suposició incorrecte, que era la contracció de la longitud en la direcció paral·lela al moviment si s'havia de complir la teoria de Lorentz-FitzGerald.
Segons els autors quedava demostrada la incorrecció de la contracció real de la longitud i demostrada la teoria de la relativitat especial d'Albert Einstein com quedava clar en el propi títol de l'article que publicaren Experimental Establishment of the Relativity of Time.

## Repetició de l'experiment
D'altres investigadors han repetit l'experiment de Kennedy-Thorndike millorant-lo. Destaca el duit a terme el 1991 per Dieter Hils i J.L. Hall del National Institute of Standards and Technology i la Universitat de Colorado, que empraren raigs làser fixats a terra. Els seus resultats, 300 vegades més precisos que els dels autors originals, arriben a les mateixes conclusions.